# Artémon de Clazomènes
Pour les articles homonymes, voir Artémon.
Artémon de Clazomènes fut un ingénieur militaire grec originaire de Clazomènes, surnommé « le Phériphorète », actif entre 469 et 429 av. J.-C. à Samos.

## Travaux connus
- les tortues (en tant que formation militaire)
- les béliers.

## Sources
- Diodore de Sicile, Bibliothèque historique [détail des éditions] [lire en ligne], XII, 28, 3 ; II, 27, 1.
- Pline l'Ancien, Histoire naturelle [détail des éditions] [lire en ligne], VII, 56.
- Plutarque, Vies parallèles [détail des éditions] [lire en ligne], Périclès, 27.